# Municipio de Dolores Hidalgo
Dolores Hidalgo, oficialmente Municipio Libre de Dolores Hidalgo Cuna de la Independencia Nacional, es uno de los cuarenta y seis municipios que conforman al estado mexicano de Guanajuato. Su cabecera municipal es la localidad homónima de Dolores Hidalgo, cuya población constituye el 41.15 % de la población total del municipio, no obstante, cuenta con un total de quinientas doce localidades. Se ubica en la región centro-norte del estado y posee una extensión de 1,655.7 km². Su población según el censo de 2020 es de 163,038 habitantes.

## Toponimia
En tiempos prehispánicos la localidad era llamada Comacoran: lugar donde se cazan tórtolas.
En 1610 la población adquiere el rango de ranchería, adoptando el nombre de San Cristóbal, y queda bajo la territorialidad de la hacienda de La Erre. Posteriormente, durante el año de 1643, se eleva a la categoría de congregación, y en el año de 1790 a la de pueblo, con el nombre de Pueblo Nuevo de los Dolores, nombrándose autoridades políticas del pueblo y desligándose de la dependencia que existía con la villa de San Miguel el Grande.
El 15 de diciembre de 1947 el Congreso del Estado decretó que Dolores pasaría a llamarse Dolores Hidalgo, Cuna de la Independencia Nacional, haciendo referencia que ahí se inició el movimiento armado independista. También confirmó el presidente Miguel Alemán Valdés el 31 de diciembre de 1948. Sin embargo, el cambio fue únicamente al nombre de su cabecera, pues el municipio seguía denomínense Municipio de Dolores Hidalgo hasta su cambio oficial en 2013 como Municipio de Dolores Hidalgo Cuna de la Independencia Nacional.

## Historia
Con la publicación de la Constitución de Guanajuato en 1826 (tres años después de la fundación del estado y tres del establecimiento de la Primera República Federal) formó parte de primeros diecisiete departamentos en los que se dividió el estado:

Forman parte del territorio del estado: Acámbaro, Apaséo, Celaya, Dolores Hidalgo, S. Felipe, Guanajuato, Irapuato, León, S. Luis de la Paz, S. Miguel de Grande, Pénjamo, S. Pedro Piedragorda, Salvatierra, Salamanca, Silao, Valle de Santiago y Yuririapúndaro.
Artículo 4

## Geografía

### Ubicación
Dolores Hidalgo se localiza en la región centro-norte del estado de Guanajuato, en la región natural de la Mesa del Centro. La extensión territorial del municipio asciende a 1 655.7 km² lo que lo coloca como el tercer municipio con mayor extensión territorial, además de representar el 5.4% de la superficie del estado. Tiene como límites las coordenadas geográficas 100°37'18" y 101°11'03" de longitud oeste al meridiano de Greenwich y a los 20°50'12" y 21°21'54" de latitud norte, limitando al norte con el municipio San Diego de la Unión, al oriente con el San Luis de la Paz y el San Miguel de Allende, al poniente con los municipios de Guanajuato y San Felipe. Su punto más bajo se encuentra a los 1800 m s. n. m., mientras que su punto más alto alcanza los 2680 m (Cerro Los Cardos).

### Orografía
La topografía de Dolores Hidalgo es predominantemente de llanura con lomeríos suaves, presentando regiones accidentadas al sur del municipio.
Las principales elevaciones son Los Cardos (2680 m s. n. m.), Santa Cruz (2651 m s. n. m.), La Mojonera (2642 m s. n. m.), Los Leones (2634 m s. n. m.), Las Palomas (2610 m s. n. m.), Cerro San Antonio (2577 m s. n. m.), Cerro La Bufita (2519 m s. n. m.), La Bufa (2498 m s. n. m.), La Piana (2462 m s. n. m.) y Espíritu Santo (2366 m s. n. m.). La elevación más prominente cerca de la cabecera municipal es la Mesa El Gusano.

### Hidrografía
El municipio en su totalidad pertenece a la región hidrológica Lerma-Santiago. Las corrientes hidrológicas más importantes del municipio de Dolores Hidalgo son el río Laja, que cruza de noroeste a sureste, y el río Batán o río Dolores, afluente del primero. Otros arroyos de menor importancia son el Saucito, el Durazno, El Chicolote, Las Monjas, el Plan de Peña y San Pedro, todos ellos afluentes del Laja. 
En el sur del territorio se localizan los ríos Santa Bárbara, Cañada del Laurel, Charco Azul y Santa Rosa. El municipio cuenta con dos presas federales: El Gallinero y Peñuelitas.
|                         |
| Principales elevaciones |

|                |
| Mesa El Gusano |

|           |
| Río Batán |

|          |
| Río Laja |

|                    |
| Presa El Gallinero |

### Clima
Dolores Hidalgo presenta climas que abarcan las superficies siguientes: clima semiárido templado (60%) con temperatura tipo Ganges, templado subhúmedo con lluvias en verano de humedad media (23.8%), templado subhúmedo con lluvias en verano de menor humedad (15.9%) y templado subhúmedo con lluvias en verano de mayor humedad (0.3 %).
La temperatura máxima media es de 36.5 °C en el verano y mínima de 0.8 °C en el invierno, siendo la temperatura media anual de 14.4 °C. La precipitación media anual es de 564.1 milímetros; la temporada de lluvia se presenta generalmente desde mediados de mayo hasta septiembre, aunque en los últimos años este ciclo ha sufrido serias perturbaciones, ocasionando con ello una disminución considerable en la precipitación y una irregularidad muy acentuada en el período de lluvias.
| Parámetros climáticos promedio de Dolores Hidalgo | Parámetros climáticos promedio de Dolores Hidalgo | Parámetros climáticos promedio de Dolores Hidalgo | Parámetros climáticos promedio de Dolores Hidalgo | Parámetros climáticos promedio de Dolores Hidalgo | Parámetros climáticos promedio de Dolores Hidalgo | Parámetros climáticos promedio de Dolores Hidalgo | Parámetros climáticos promedio de Dolores Hidalgo | Parámetros climáticos promedio de Dolores Hidalgo | Parámetros climáticos promedio de Dolores Hidalgo | Parámetros climáticos promedio de Dolores Hidalgo | Parámetros climáticos promedio de Dolores Hidalgo | Parámetros climáticos promedio de Dolores Hidalgo | Parámetros climáticos promedio de Dolores Hidalgo |
| Mes                                               | Ene.                                              | Feb.                                              | Mar.                                              | Abr.                                              | May.                                              | Jun.                                              | Jul.                                              | Ago.                                              | Sep.                                              | Oct.                                              | Nov.                                              | Dic.                                              | Anual                                             |
| ------------------------------------------------- | ------------------------------------------------- | ------------------------------------------------- | ------------------------------------------------- | ------------------------------------------------- | ------------------------------------------------- | ------------------------------------------------- | ------------------------------------------------- | ------------------------------------------------- | ------------------------------------------------- | ------------------------------------------------- | ------------------------------------------------- | ------------------------------------------------- | ------------------------------------------------- |
| Temp. máx. abs. (°C)                              | 33.5                                              | 36.0                                              | 40.8                                              | 39.0                                              | 39.0                                              | 39.5                                              | 38.5                                              | 37.5                                              | 35.0                                              | 36.5                                              | 33.0                                              | 33.0                                              | '                                                 |
| Temp. máx. media (°C)                             | 24.0                                              | 25.8                                              | 28.7                                              | 30.4                                              | 31.1                                              | 28.9                                              | 27.2                                              | 27.2                                              | 26.2                                              | 25.7                                              | 25.3                                              | 23.9                                              | 27                                                |
| Temp. media (°C)                                  | 14.0                                              | 15.6                                              | 18.2                                              | 20.3                                              | 21.6                                              | 21.1                                              | 20.1                                              | 20.0                                              | 19.3                                              | 17.7                                              | 15.8                                              | 14.3                                              | 18.2                                              |
| Temp. mín. media (°C)                             | 4.0                                               | 5.3                                               | 7.6                                               | 10.1                                              | 12.1                                              | 13.2                                              | 13.0                                              | 12.9                                              | 12.4                                              | 9.6                                               | 6.3                                               | 4.7                                               | 9.3                                               |
| Temp. mín. abs. (°C)                              | -7.0                                              | -9.5                                              | -4.5                                              | 0.0                                               | 5.5                                               | 2.5                                               | 7.0                                               | 2.0                                               | 1.0                                               | -1.5                                              | -6.5                                              | -8.0                                              | '                                                 |
| Precipitación total (mm)                          | 11.7                                              | 5.3                                               | 6.0                                               | 16.9                                              | 30.0                                              | 73.3                                              | 91.5                                              | 93.9                                              | 80.3                                              | 34.9                                              | 9.9                                               | 6.7                                               | 460.4                                             |
| Fuente: SMN                                       |                                                   |                                                   |                                                   |                                                   |                                                   |                                                   |                                                   |                                                   |                                                   |                                                   |                                                   |                                                   |                                                   |

### Ecosistemas
Aproximadamente el 51.8% del suelo es usado para la agricultura y 0.7% corresponde a zonas urbanas. Los principales grupos de vegetación son el pastizal (33.2%), bosque (9.9%), mezquital (3.4%) y matorral xerófilo (0.6%). 
En el municipio y dentro de la cabecera municipal se localiza el Área natural protegida Megaparque Bicentenario (28.44 ha).
|          |
| Pastizal |

|                  |
| Bosque de encino |

|           |
| Mezquital |

|                   |
| Matorral xerófilo |

|               |
| Semidersierto |

### Flora y fauna
La flora del municipio está compuesta principalmente por mezquites, huizache, garambullo, nopales, cardenche, pingüica, magueyes, sotoles y encinos.
En la fauna se pueden encontrar, en los bosques de encino: tlacuache, zorra, zorrillo, tejón, venado cola blanca, armadillo y gato montés; en las laderas: zorra gris, conejo y coyote; en los valles: gavilán, halcón, búho, pájaro carpintero, pato, paloma y mapache; en los matorrales: víbora de cascabel, coralillo, víbora chirrionera y tuza; en los pastizales: ardilla, mapache, zorrillo, tlacuache y gato montés. En ambientes acuáticos: mojarra, carpa y bagre. Entre los animales en peligro de extinción destacan: lubina, lisa y charal.

## Gobierno y política
Dolores Hidalgo es uno de los 46 Municipios Libres pertenecientes al Estado de Guanajuato, cuya Constitución Política establece que:
«ARTÍCULO 106. El Municipio Libre, base de la división territorial del Estado y de su organización política y administrativa, es una Institución de carácter público, constituida por una comunidad de personas, establecida en un territorio delimitado, con personalidad jurídica y patrimonio propio, autónomo en su Gobierno Interior y libre en la administración de su Hacienda.»
«ARTÍCULO 107. Los Municipios serán gobernados por un Ayuntamiento. La competencia de los Ayuntamientos se ejercerá en forma exclusiva y no habrá ninguna autoridad intermedia entre los Ayuntamientos y el Gobierno del Estado.»

### Política
El gobierno del municipio le corresponde al Ayuntamiento estando este conformado por el presidente Municipal, un síndico y un cabildo compuesto de diez regidores, los cuales son electos mediante el principio de representación proporcional. Todo el ayuntamiento es electo para un periodo de tres años que no son renovables para el periodo consecutivo, pero sí de forma no continua, y entra a ejercer su cargo el día 10 de octubre del año de la elección.

### Representación legislativa
Para la elección de Diputados locales al Congreso de Guanajuato y de Diputados federales a la Cámara de Diputados, el municipio de Dolores Hidalgo se encuentra integrado en los siguientes distritos electorales:
- Federal: IV Distrito Electoral de Guanajuato con cabecera en Guanajuato.[22]
- Local: I Distrito Electoral de Guanajuato con cabecera en Dolores Hidalgo.[23]

### Presidentes municipales

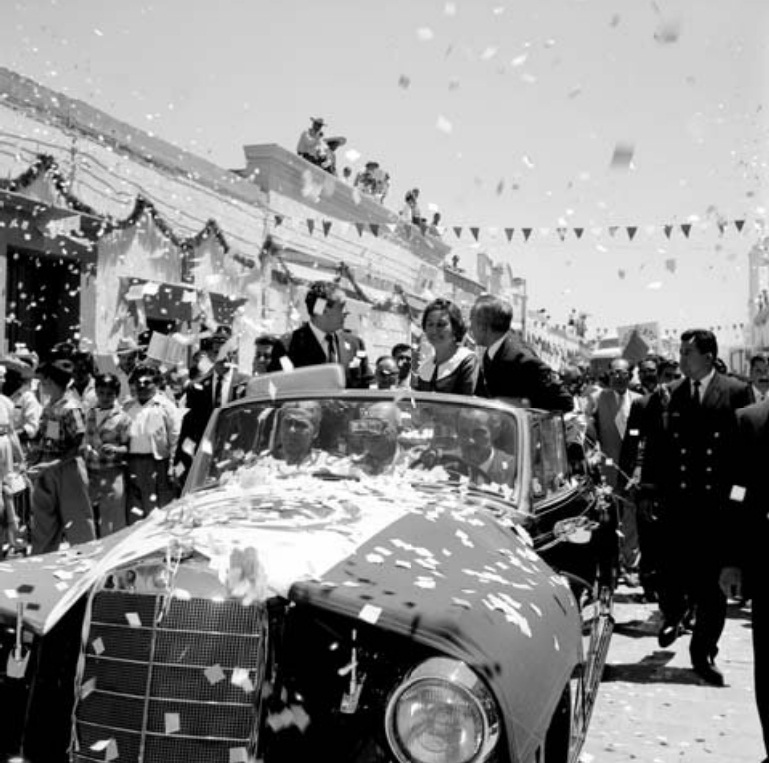
La presidenta municipal Virginia Soto y el presidente López Mateos (15 de septiembre de 1960).

| Presidente municipal           | Presidente municipal          | Periodo   | Partido | Notas                                                                   |
| ------------------------------ | ----------------------------- | --------- | ------- | ----------------------------------------------------------------------- |
| Antes de 1947: sin información |                               |           |         |                                                                         |
|                                | Alberto Aguilar S.            | 1947-1949 |         |                                                                         |
|                                | Agustín Jiménez Albo          | 1949-1951 |         |                                                                         |
|                                | Francisco Olivares Gutiérrez  | 1951-1954 |         | Los periodos pasan de ser bienios a trienios                            |
|                                | Anselmo Portillo García       | 1954-1957 |         |                                                                         |
|                                | Virginia Soto Rodríguez       | 1957-1960 |         | Primera mujer en ser presidenta municipal                               |
|                                | José Ávalos Cobarrubias       | 1960-1963 |         |                                                                         |
|                                | José Azanza Jiménez           | 1964-1966 |         |                                                                         |
|                                | Manuel Barajas Morales        | 1966-1969 |         |                                                                         |
|                                | José de Jesús Quezada López   | 1969-1972 |         |                                                                         |
|                                | Alfonso Dorado Sánchez        | 1973      |         |                                                                         |
|                                | Miguel Aurelio Serrano Olvera | 1973-1976 |         |                                                                         |
|                                | José García Cruz              | 1976-1979 |         |                                                                         |
|                                | Policarpo Vázquez Arredondo   | 1979-1982 |         |                                                                         |
|                                | Óscar Aguilar Araiza          | 1982-1985 |         |                                                                         |
|                                | Alejandro Torres Aguilar      | 1985-1988 |         |                                                                         |
|                                | José Azanza Jiménez           | 1988-1991 |         |                                                                         |
|                                | Darío Romero Fuentes          | 1991-1994 |         | Primer alcalde panista del municipio                                    |
|                                | Luis Gerardo Rubio Valdez     | 1994-1997 |         |                                                                         |
|                                | José de Jesús Hernández       | 1997-2000 |         |                                                                         |
|                                | Gilberto González             | 2000-2003 |         | Coalición Alianza por México en Guanajuato: PT, PRD, PAS y Convergencia |
|                                | Felipe de Jesús García Olvera | 2003-2006 |         |                                                                         |
|                                | Luis Gerardo Rubio Valdez     | 2006-2009 |         |                                                                         |
|                                | Pablo González Cansino        | 2009-2012 |         |                                                                         |
|                                | Adrián Hernández Alejandri    | 2012-2015 |         |                                                                         |
|                                | Juan Rendón López             | 2015-2018 |         |                                                                         |
|                                | Miguel Ángel Rayas Ortiz      | 2018-2021 |         |                                                                         |
|                                | Adrián Hernández Alejandri    | 2021-2024 |         |                                                                         |
|                                | Adrián Hernández Alejandri    | 2024-2027 |         |                                                                         |

## Demografía
La población total del municipio es de 163 038 habitantes, cifra que representa el 2.6 % de la población total del estado. De la población total del municipio el 47.1 % (76 711 personas) son hombres; mientras que el 52.9 % (86 327 personas) son mujeres, por tanto hay 88.86 hombres por cada 100 mujeres. La mitad de la población tiene 25 años o menos, siendo 26 años la edad mediana de las mujeres y 23 años la de los varones. La tasa de fertilidad municipal es de 1.6 hijos por mujer en edad fértil, con un porcentaje de mortalidad de recién nacidos del 4.3% de los partos.
De acuerdo con el Censo de Población y Vivienda 2020, en el municipio de Dolores Hidalgo había 38 mil 964 hogares censales, de los cuales 13 mil 889 tenían como jefa de familia a una mujer, mientras que los 25 mil 075 hogares restantes a un hombre; siendo así los hogares con jefatura femenina representan el 35.6 por ciento, mientras que aquellos con jefatura masculina el 64.4 por ciento.

### Localidades
En el censo de 2020 el municipio de Dolores Hidalgo contaba con 512 localidades.
| Código INEGI      | Localidad              | Población (2020) |
| ----------------- | ---------------------- | ---------------- |
| 110140001         | Dolores Hidalgo        | 67 101           |
| 110140255         | Río Laja               | 2 571            |
| 110140132         | Ejido Jesús María      | 1 772            |
| 110140125         | San Miguel de Jamaica  | 1 762            |
| 110140742         | Colonia Padre Hidalgo  | 1 578            |
| 110140340         | Tequisquiapan          | 1 526            |
| 110140705         | Ejido Dolores          | 1 368            |
| 110140329         | Soledad Nueva          | 1 297            |
| 110140261         | La Sabana              | 1 241            |
| 110140176         | Montelongo             | 1 179            |
| 110140281         | San Gabriel            | 1 173            |
| 110140100         | El Gallinero           | 1 172            |
| 110140813         | San Diego del Llanito  | 1 116            |
| 110140004         | Adjuntas del Río       | 1 098            |
| 110140371         | La Cruz del Padre Razo | 1 092            |
| 110140241         | Rancho de Guadalupe    | 1 059            |
| 110140159         | El Llanito             | 1 046            |
| 110140193         | Palma Prieta           | 1 034            |
| Otras localidades | Otras localidades      | 72 853           |
| Total municipal   | Total municipal        | 163 038          |

### Educación

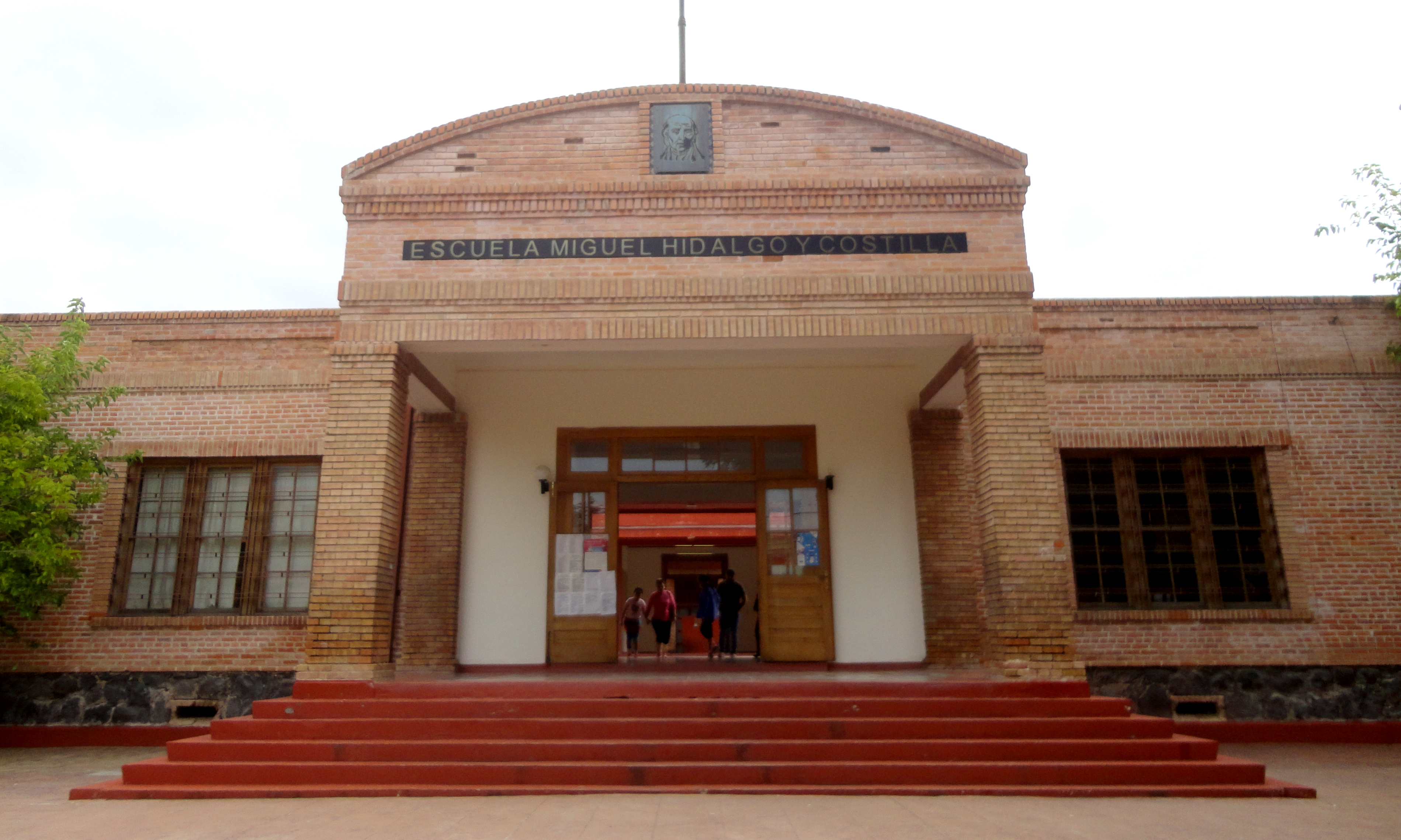
Primaria Centenario en la cabecera municipal.

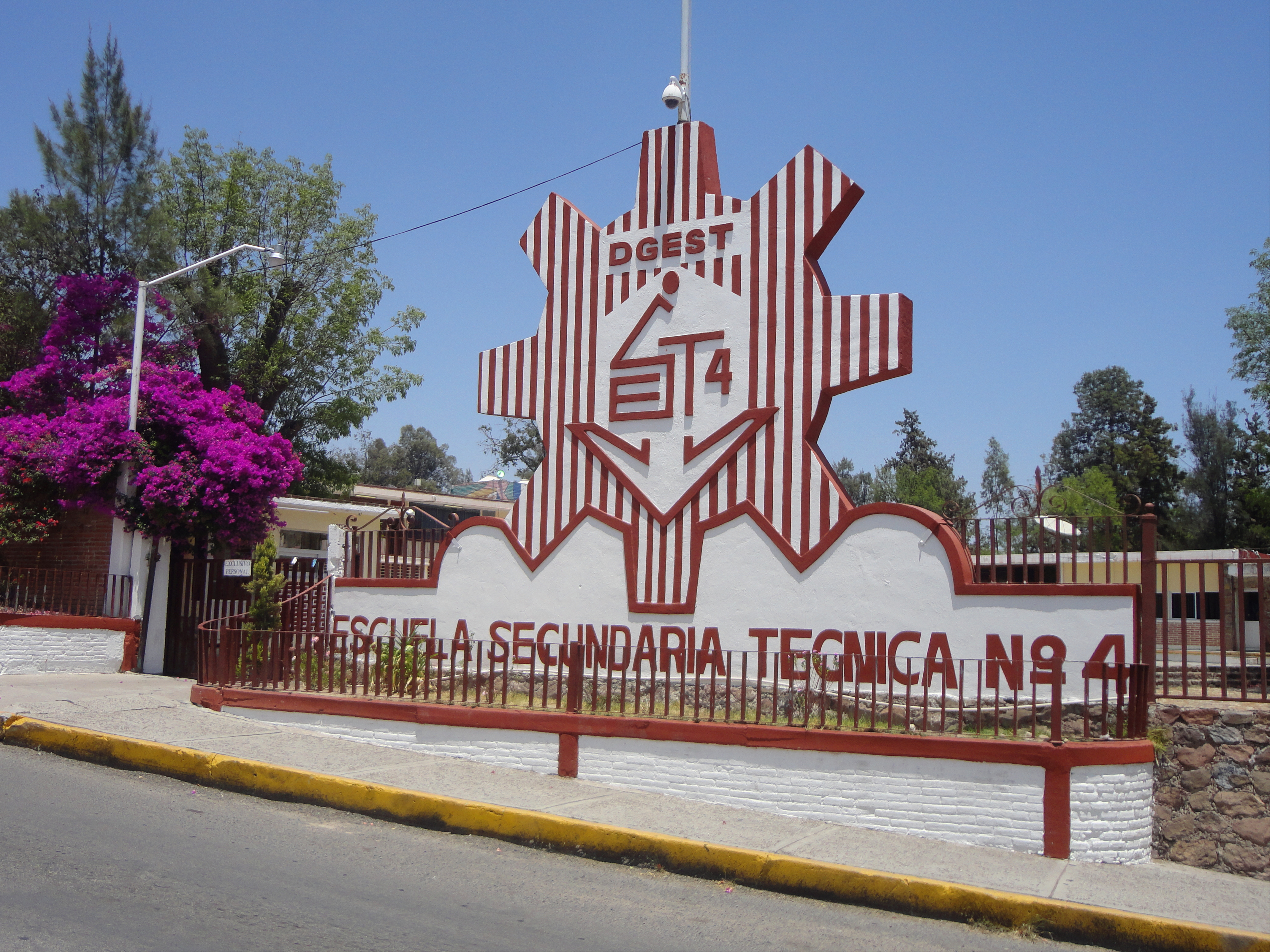
Escuela Secundaria Técnica N° 4.

Según el Censo de Población y Vivienda 2020 del INEGI, el 98.9 % de la población entre 15 y 24 años y el 89.1 % de las personas mayores a 25 años saben leer y escribir.
En el municipio hay 14 656 mujeres entre 6 a 14 años, de las cuales 13 215 saben leer y escribir (90.2%). En el caso de los hombres, para el mismo sector de la población, se registraron 14 985 habitantes, de los cuales 13 mil 265 saben leer y escribir (88.5%). En el caso de personas mayores a 15 años, hay 15 575 mujeres de 15 años y más, de las cuales 14 094 son alfabetas (90.5%). En el caso de los hombres de 15 años o más, se registraron 13 mil 848 habitantes, de los cuales 12 716 son alfabetas (91.8%).
El promedio de escolaridad, es decir, el número promedio de años de educación cursados, entre la población de 15 años y más es de 8.07 años, equivalente al segundo año de secundaria.
|  | 9.6 % |

|  | 60.9 % |

|  | 17.9 % |

|  | 11.5 % |

|  | 0.1 % |

### Lenguas y grupos étnicos
El 0.6% de la población municipal habla alguna lengua indígena, 978 personas en total. Los idiomas originarios más hablados son el hñöhñö (otomí) y el jñatrjo (mazahua). El 1.88 % de la población del municipio es afromexicana.

## Economía

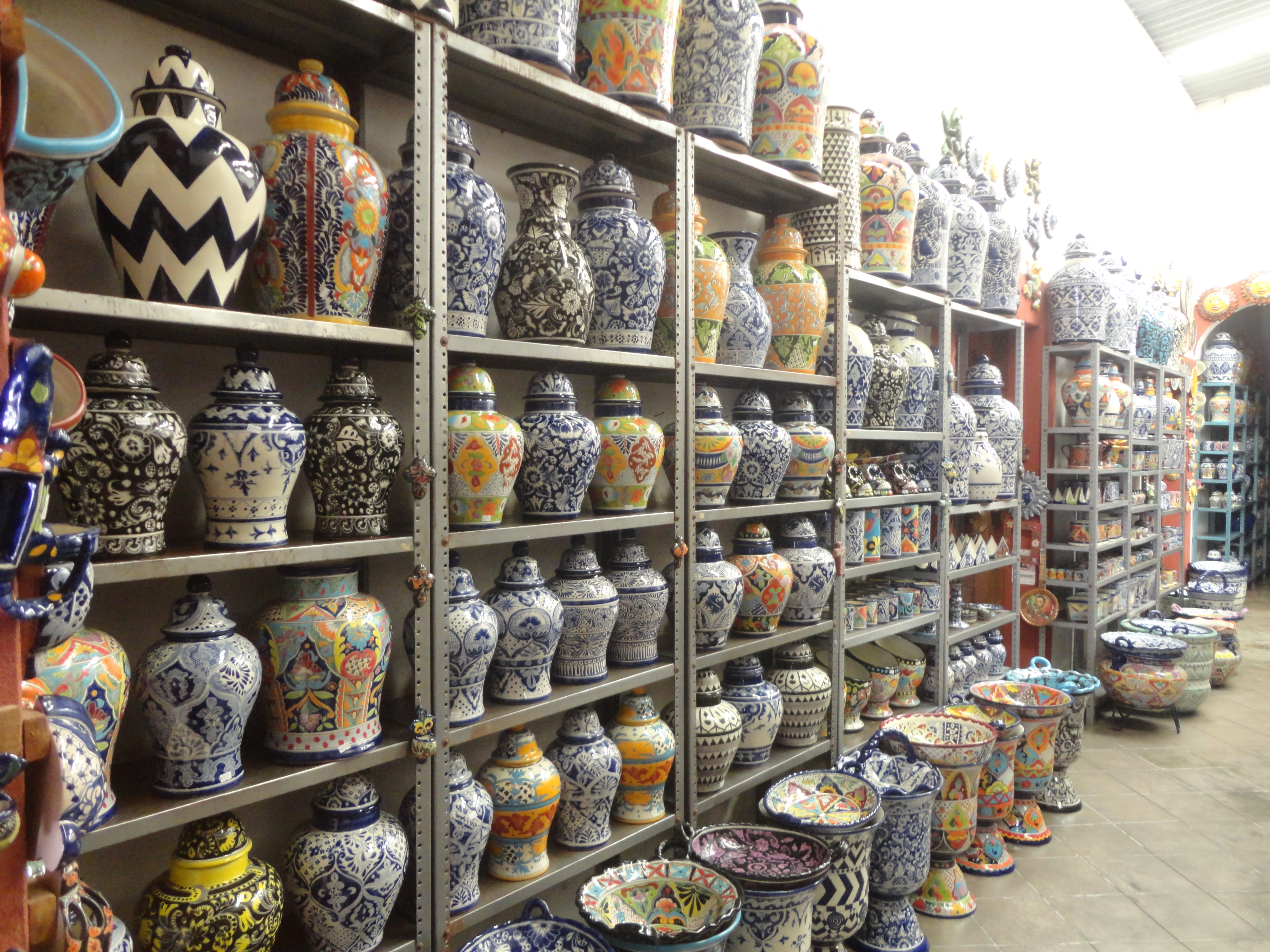
Industria de cerámica mayólica.

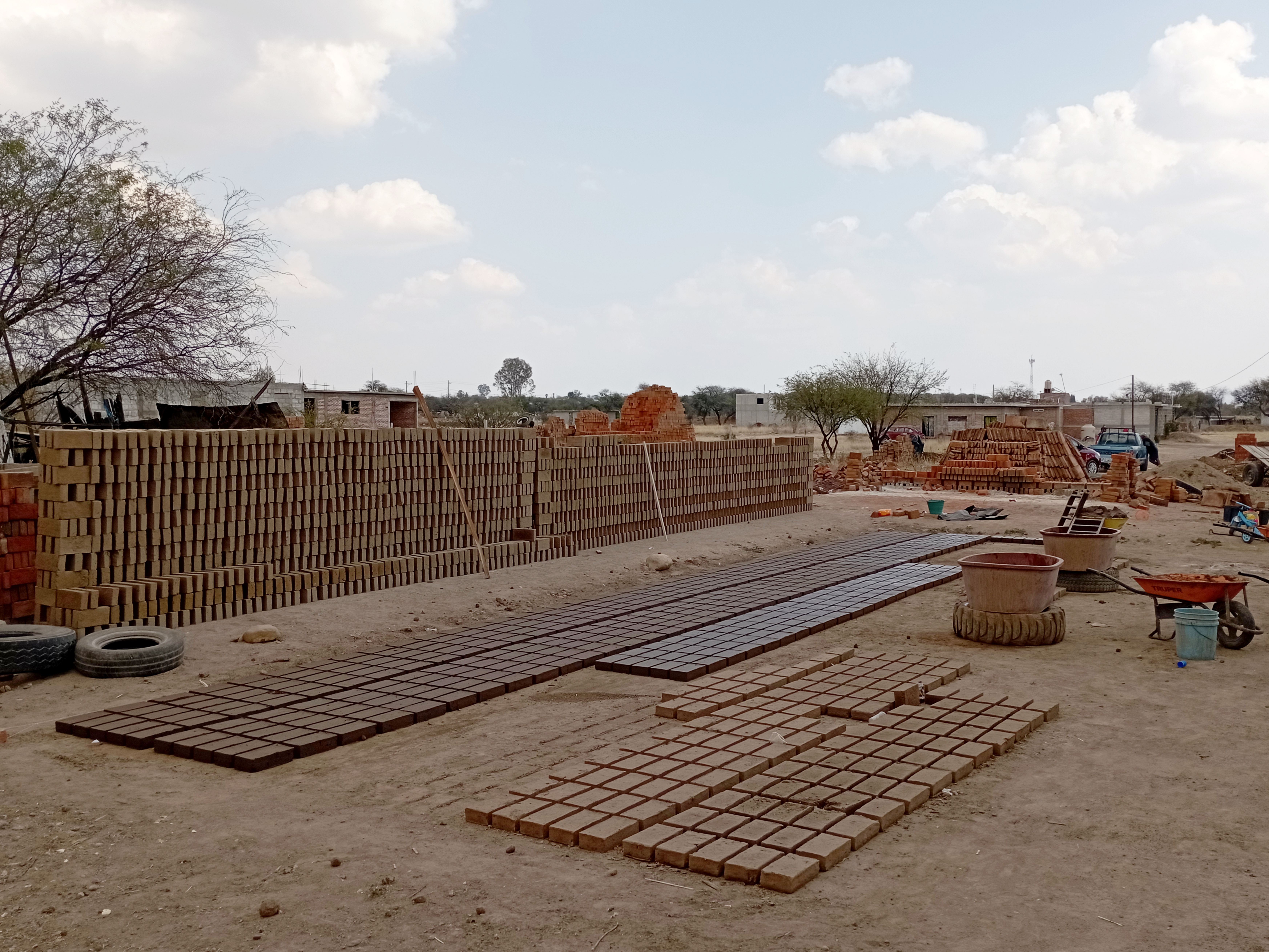
Ladrillera en El Llanito.

Aproximadamente el 62.3 % de la población total está dentro del rango de población económicamente activa (PEA), habiendo una tasa de ocupación cercana al 98.9 %. Con una participación masculina del 58.3 % y una femenina del 41.7 %.
De la población económicamente activa (PEA) el 38.27% son comerciantes u ofrecen otros servicios; el 28.92% labora en la industria; 16.64% son profesionistas, funcionarios públicos, técnicos o administrativos; 14.71% trabajan en el sector agropecuario y 1.47% no está especificado. De la población no económicamente activa (PNEA) el 53.3 % se dedican a los quehaceres del hogar; 32.2 % son estudiantes; 6.9 % realizan otras ocupaciones no remuneradas; 4.7 % tienen limitaciones físicas que les impiden trabajar y el 3 % son jubilados.
La principal actividad es el sector primario, en la agricultura se destaca a nivel estatal por el cultivo de uva, chile verde, alfalfa y avena forrajera. La cría de ganado ovino es la principal actividad ganadera. Gran parte de la economía gira en torno producción y venta de piezas de cerámica. En los últimos años la industria cerámica dolorense se ha internacionalizado con la exportación de artesanías a países como Colombia, Estados Unidos y los Emiratos Árabes Unidos.
Dentro del municipio se destaca la localidad de Adjuntas del Río por la elaboración de muebles rústicos, coloniales y contemporáneos de diferentes maderas, en especial de mezquite. En Dolores también se trabaja la escultura en cantera, herrería artística, talabartería y fabricación de ladrillos.
En el sector turístico, el pueblo de Dolores Hidalgo es parte del programa de la Secretaría de Turismo (Sectur) Pueblos Mágicos. El municipio cuenta con 28 establecimientos de hospedaje con 536 habitaciones en total.

## Infraestructura
De acuerdo al Censo de Población y Vivienda 2020 del INEGI, el municipio cuenta con 38 964 viviendas particulares habitadas con un promedio de 4.2 ocupantes por casa. Aproximadamente el 4.2 % de las viviendas tienen piso de tierra. La disponibilidad de servicios y equipamiento en las viviendas del municipio es la siguiente:
|  | 70.9 % |

|  | 91.2 % |

|  | 92.6 % |

|  | 98.4 % |

|  | 78.6 % |

|  | 7.5 % |

Existen dos presas federales en el municipio, Presa El Gallinero (50 ha) y Presa de Peñuelitas (110 ha). Dolores Hidalgo cuenta con una planta de tratamiento de aguas residuales, la cual cuenta con los procesos de lodos activados mediante aireación extendida y desinfección por radiación ultravioleta (UV).

### Educación

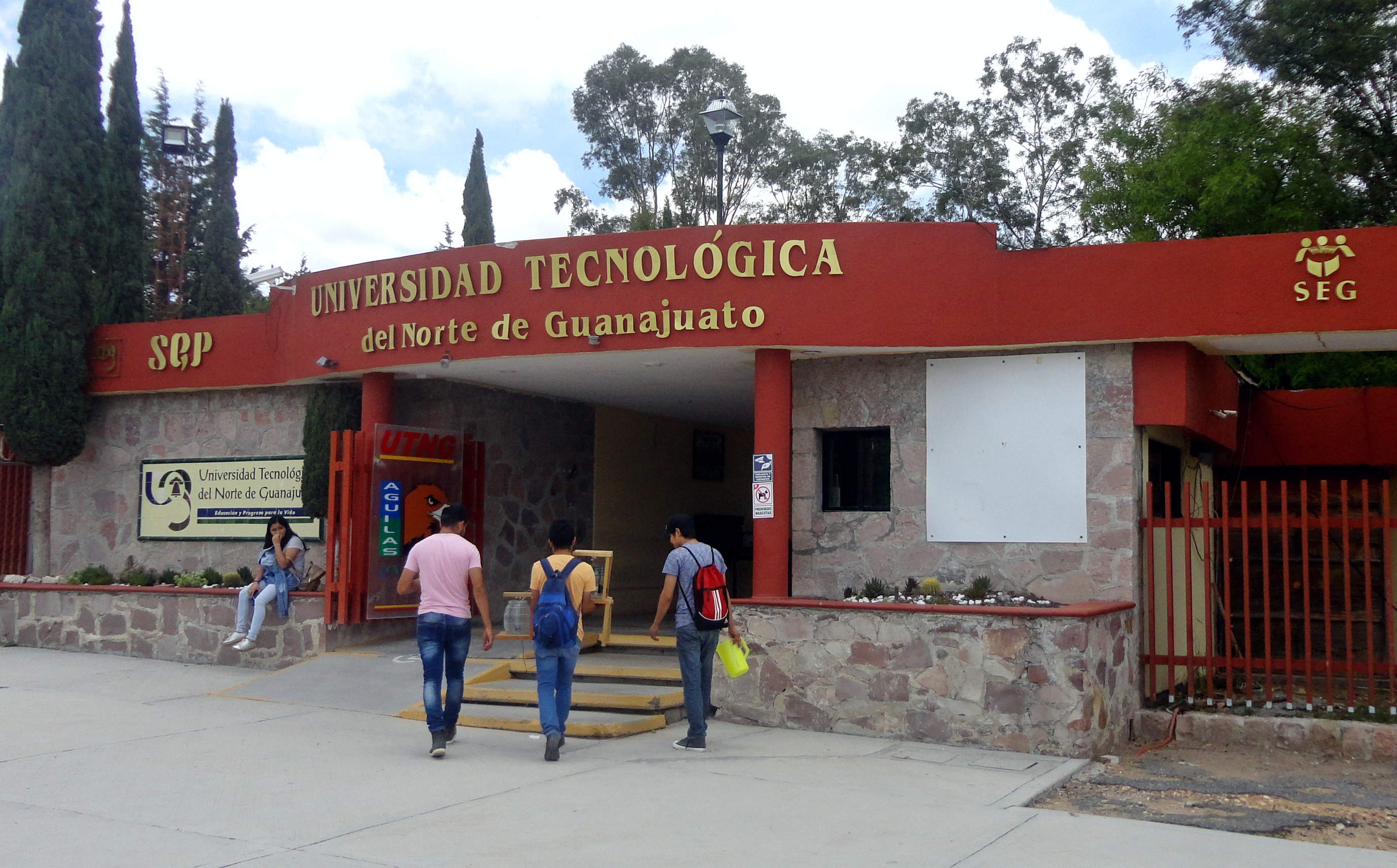
Universidad Tecnológica del Norte de Guanajuato (UTNG)

El municipio de Dolores Hidalgo cuenta con instituciones de educación superior, las cuales son en su mayoría de financiación privada.
- Instituto Universitario del Centro de México (UCEM) Campus Dolores Hidalgo (privada)
- Universidad de León (UDL) Plantel Dolores Hidalgo (privada)
- Universidad Dolores Hidalgo (UDHI) (privada)
- Universidad Patria (UP) (privada)
- Universidad Pedagógica Nacional (UPN) (pública)
- Universidad Tecnológica del Norte de Guanajuato (UTNG) (pública)
- Instituto de Belleza Integral (I.B.I) (privada)
- Universidad de la Mancha San Renato

### Cultura
En la cabecera municipal se encuentra el Auditorio Municipal Mariano Abasolo, obra del arquitecto Abraham Zabludovsky, el cual cuenta con un aforo para 1 600 personas. El municipio cuenta con tres bibliotecas públicas: Biblioteca Miguel Hidalgo y Biblioteca Esperanza Zambrano en la cabecera municipal, y la Biblioteca Nezahualcóyotl en la comunidad de Las Yerbas. El principal centro cultural del municipio es la Casa de la Cultura, edificio construido en 1994 en el que se imparten cursos y se realizan exposiciones, obras y conferencias. Existen seis museos en Dolores Hidalgo: Museo de la Independencia Nacional, Casa de Miguel Hidalgo, Museo del Bicentenario (que también aloja al archivo histórico), Casa de José Alfredo Jiménez, Museo Casa de los Descendientes de Hidalgo y Museo del Vino.
|                                     |
| Auditorio Municipal Mariano Abasolo |

|                                   |
| Biblioteca Pública Miguel Hidalgo |

|                        |
| Casa de Miguel Hidalgo |

|                                    |
| Museo de la Independencia Nacional |

|                |
| Museo del Vino |

|                                                        |
| Museo del Bicentenario (antigua Presidencia Municipal) |

### Comunicaciones

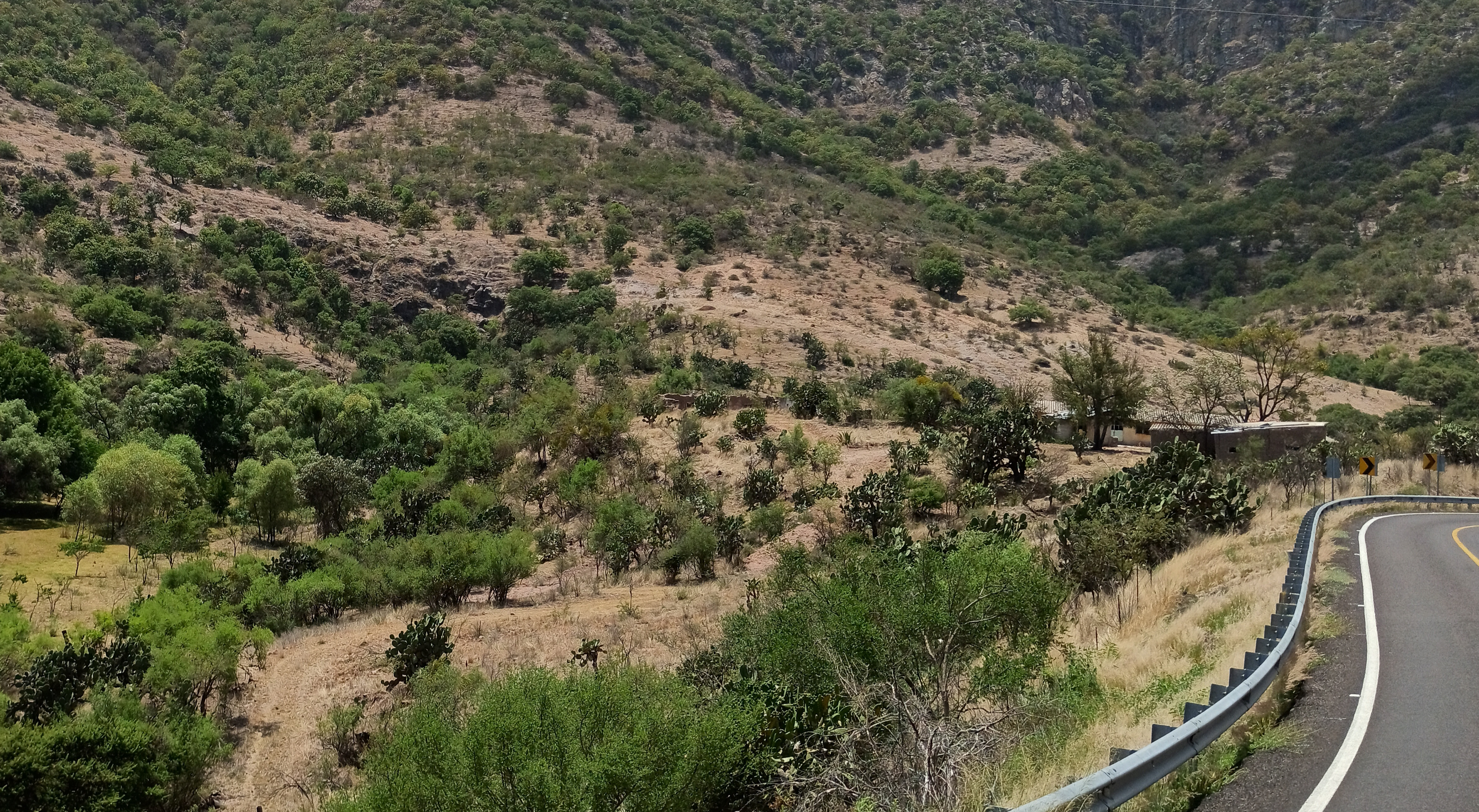
Carretera Federal 110

Dolores Hidalgo tiene una red carretera de 271 km de longitud, 123.24 km corresponden a carreteras estatales. Las carreteras federales que atraviesan el municipio son la 110 y la 51

#### Carreteras Federales
- Carretera Federal 110
- Carretera Federal 51